# One Wish: The Holiday Album
Albums de Whitney Houston
Just Whitney
(10 décembre 2002) The Ultimate Collection
(29 octobre 2007)
One Wish: The Holiday Album est le sixième album studio et l'unique opus de Noël de la chanteuse Whitney Houston, sorti le 18 novembre 2003.
À l'origine, avant de devenir une icône mondiale, la chanteuse chantait du gospel et chants religieux catholiques dans des églises et paroisses américaines avec sa mère, la chanteuse Cissy Houston.
Whitney Houston a toujours été très attachée à ses racines musicales et souhaitait depuis longtemps sortir ce type d'album mais sa maison de disque a toujours refusé car jugeant trop risqué le fait de sortir un disque religieux car le marché mondial et en particulier le marché européen n'est pas friand de ce type de musique et ce serait un échec commercial en europe.
En 2002, après l'exploitation de son cinquième album Just Whitney, Whitney Houston exige auprès de sa maison de disques Arista d'enregistrer un album de musiques de Noël. Voyant le projet et l'implication de la star, la chanteuse obtient raison de la part d'Arista pour sortir cet album.
Comme prévu par la maison de disques, l'album est un échec commercial en Europe.

## Liste des chansons
| 1.    | The First Noel                                          | Troy Taylor                     | 3:14 |
| 2.    | The Christmas Song (Chestnuts Roasting on an Open Fire) | Troy Taylor                     | 3:12 |
| 3.    | The Little Drummer Boy (featuring Bobbi Kristina Brown) | Mervyn Warren                   | 4:29 |
| 4.    | One Wish (for Christmas)                                | Gordon Chambers, Barry Eastmond | 4:12 |
| 5.    | Cantique de Nöel (O Holy Night)                         | Mervyn Warren                   | 3:48 |
| 6.    | I'll Be Home for Christmas                              | Mervyn Warren                   | 3:45 |
| 7.    | Deck the Halls/Silent Night                             | Mervyn Warren                   | 4:29 |
| 8.    | Have Yourself a Merry Little Christmas                  | Mervyn Warren                   | 4:49 |
| 9.    | O come, O come, Emmanuel                                | Mervyn Warren                   | 3:06 |
| 10.   | Who Would Imagine a King (featuring The Nativity Choir) | Mervyn Warren, Whitney Houston  | 3:30 |
| 11.   | Joy to the World (with The Georgia Mass Choir)          | Mervyn Warren, Whitney Houston  | 4:41 |
| 43:15 |                                                         |                                 |      |

## Classement hebdomadaire
| Classement (2013-2012)              | Meilleure position |
| ----------------------------------- | ------------------ |
| États-Unis (Billboard 200)          | 49                 |
| États-Unis (Top R&B/Hip-Hop Albums) | 14                 |
| États-Unis (Top Holiday Albums)     | 5                  |